# Пекка Раухала
Пекка Велі Раухала (фін. Pekka Veli Rauhala; нар. 25 травня 1960, Муураме, Центральна Фінляндія) — фінський борець вільного стилю, чотириразовий срібний призер чемпіонатів Європи, бронзовий призер Кубку світу, дворазовий чемпіон Північних чемпіонатів, учасник чотирьох Олімпійських ігор.

## Життєпис
Боротьбою почав займатися з 1965 року.
Виступав за борцівський клуб «Teuvan Rivakka» Теува. Тренери — Вейкко Раухала (його батько), Тойво Сілланпяє.
Його старший брат Юкка також представляв Фінляндію у вільній боротьбі на двох Олімпійських іграх, бронзовий призер на Олімпіаді 1984 року, а його дядько Калерво виграв срібну медаль у греко-римській боротьбі в середній вазі на Олімпіаді 1952 року та бронзову медаль чемпіонату світу 1953 року.

## Спортивні результати на міжнародних змаганнях

### Виступи на Олімпіадах
| Змагання                    | Збірна    | Вагова категорія          | Місце |
| --------------------------- | --------- | ------------------------- | ----- |
| Літні Олімпійські ігри 1980 | Фінляндія | вільна боротьба, до 68 кг | 8     |
| Літні Олімпійські ігри 1984 | Фінляндія | вільна боротьба, до 74 кг | 8     |
| Літні Олімпійські ігри 1988 | Фінляндія | вільна боротьба, до 74 кг | 5     |
| Літні Олімпійські ігри 1992 | Фінляндія | вільна боротьба, до 82 кг | 11    |

### Виступи на Чемпіонатах світу
| Змагання                        | Збірна    | Вагова категорія          | Місце |
| ------------------------------- | --------- | ------------------------- | ----- |
| Чемпіонат світу з боротьби 1981 | Фінляндія | вільна боротьба, до 74 кг | 6     |
| Чемпіонат світу з боротьби 1982 | Фінляндія | вільна боротьба, до 74 кг | 18    |
| Чемпіонат світу з боротьби 1983 | Фінляндія | вільна боротьба, до 74 кг | 4     |
| Чемпіонат світу з боротьби 1985 | Фінляндія | вільна боротьба, до 74 кг | 5     |
| Чемпіонат світу з боротьби 1987 | Фінляндія | вільна боротьба, до 74 кг | 7     |
| Чемпіонат світу з боротьби 1990 | Фінляндія | вільна боротьба, до 74 кг | 10    |
| Чемпіонат світу з боротьби 1991 | Фінляндія | вільна боротьба, до 82 кг | 7     |

### Виступи на Чемпіонатах Європи
| Змагання                         | Збірна    | Вагова категорія          | Місце  |
| -------------------------------- | --------- | ------------------------- | ------ |
| Чемпіонат Європи з боротьби 1980 | Фінляндія | вільна боротьба, до 68 кг | 5      |
| Чемпіонат Європи з боротьби 1981 | Фінляндія | вільна боротьба, до 74 кг | 6      |
| Чемпіонат Європи з боротьби 1982 | Фінляндія | вільна боротьба, до 74 кг | Срібло |
| Чемпіонат Європи з боротьби 1983 | Фінляндія | вільна боротьба, до 74 кг | Срібло |
| Чемпіонат Європи з боротьби 1984 | Фінляндія | вільна боротьба, до 74 кг | 4      |
| Чемпіонат Європи з боротьби 1984 | Фінляндія | вільна боротьба, до 68 кг | 6      |
| Чемпіонат Європи з боротьби 1986 | Фінляндія | вільна боротьба, до 74 кг | 6      |
| Чемпіонат Європи з боротьби 1987 | Фінляндія | вільна боротьба, до 74 кг | Срібло |
| Чемпіонат Європи з боротьби 1988 | Фінляндія | вільна боротьба, до 74 кг | Срібло |
| Чемпіонат Європи з боротьби 1989 | Фінляндія | вільна боротьба, до 82 кг | 5      |
| Чемпіонат Європи з боротьби 1991 | Фінляндія | вільна боротьба, до 82 кг | 9      |
| Чемпіонат Європи з боротьби 1992 | Фінляндія | вільна боротьба, до 82 кг | 11     |

### Виступи на Кубках світу
| Змагання                    | Збірна    | Вагова категорія                 | Місце  |
| --------------------------- | --------- | -------------------------------- | ------ |
| Кубок світу з боротьби 1987 | Фінляндія | греко-римська боротьба, до 74 кг | Бронза |

### Виступи на Північних чемпіонатах
| Змагання                            | Збірна    | Вагова категорія          | Місце  |
| ----------------------------------- | --------- | ------------------------- | ------ |
| Північний чемпіонат з боротьби 1976 | Фінляндія | вільна боротьба, до 48 кг | Срібло |
| Північний чемпіонат з боротьби 1978 | Фінляндія | вільна боротьба, до 62 кг | Золото |
| Північний чемпіонат з боротьби 1979 | Фінляндія | вільна боротьба, до 68 кг | Золото |

### Виступи на інших змаганнях
| Змагання                                      | Збірна    | Вагова категорія          | Місце  |
| --------------------------------------------- | --------- | ------------------------- | ------ |
| Чемпіонат Європейського ринку з боротьби 1979 | Фінляндія | вільна боротьба, до 68 кг | Золото |
| Гран-прі Німеччини з боротьби 1984            | Фінляндія | вільна боротьба, до 74 кг | Срібло |
| Гран-прі Німеччини з боротьби 1989            | Фінляндія | вільна боротьба, до 82 кг | 8      |

### Виступи на змаганнях молодших вікових груп
| Змагання                                          | Збірна    | Вагова категорія                 | Місце  |
| ------------------------------------------------- | --------- | -------------------------------- | ------ |
| Чемпіонат Європи з боротьби серед молоді 1978     | Фінляндія | вільна боротьба, до 62 кг        | 4      |
| Північний чемпіонат з боротьби серед юніорів 1975 | Фінляндія | греко-римська боротьба, до 48 кг | Срібло |